# 約瑟夫·戴
約瑟夫·戴（英語：Joseph A. Day；1945年1月24日—），加拿大政治人物。自2001年起為加拿大上議員，於2016年開始擔任上議院自由黨團領袖。

## 早年
戴卓昔於1963年入讀聖讓皇家軍事學院，並於1968年獲取工學士學位，從位於京士頓的加拿大皇家軍事學院畢業，後成為加拿大皇家軍事學院榮譽會員。1963至1968年就讀軍事學院期間，戴於加拿大皇家空軍服役，退役前軍銜為中校。隨後，戴攻讀法律，於皇后大學取得學士學位，再於奧斯古法學院獲得碩士學位。
1978年，戴卓昔離開了渥太華，從法律事務開始轉型至政治，到其故鄉紐賓士域省以自由黨參選人的身份參與了補選。但因該區一直為進步保守黨的據點，最後落敗。其後的1979年大選及1980年大選，戴於同一個選區繼續落敗。1982年，他曾競選紐賓士域省自由黨協會的主席，但以微票之差敗給楊道格。主席之位的競爭十分激烈，為自由黨於紐賓士域省大選帶來慘重的落敗。同年，戴其後尋求當選進入紐賓士域省省議會，但再次落敗。這次是其五年的政治仕途第五次的落敗。
戴卓昔的妻子喬奧治·戴卻在其首次接觸政治的議會選舉中勝出，並於1995年獲得連任。

## 上議院生涯
2001年，戴卓昔獲委任為紐賓士域省的上議員。他致力關注加拿大退伍軍人權益以及媒體受集中控制的問題，他的任期直至2020年完結。
2014年1月29日，自由黨黨魁賈斯汀·杜魯多宣布所有自由黨上議員將從自由黨決策層中被移除，於上議院中身份變為獨立。然而根據時任上議院反對黨領袖吉姆·考恩的說法，那些上議員仍視自己為自由黨黨員。
2016年6月15日，戴獲選為上議院自由黨團領袖。

## 外部連結
- 戴卓昔的個人檔案－加拿大上議院 （页面存档备份，存于）